# Thác Gia Long
Thác Gia Long hay còn gọi là Đray Sáp Thượng một thác nước trên sông Srêpốk thuộc địa phận xã Dray Sáp, huyện Krông Ana, tỉnh Đắk Lắk và xã Đắk Sôr, huyện Krông Nô, tỉnh Đắk Nông.

## Địa điểm
Cách thác Gia Long chừng 3 km về phía hạ nguồn là thác Đray Sáp 12°32′19″B 107°53′24″Đ / 12,538567°B 107,889975°Đ và thác Đray Nu, phía dưới nữa là thác Trinh Nữ, thuộc tỉnh Đăk Nông. Thác Gia Long cao khoảng 30m, rộng khoảng 100m.
Phía thượng nguồn sông cỡ hơn 2 km là Thủy điện Buôn Kuốp 12°31′44″B 107°55′36″Đ / 12,528786°B 107,926626°Đ.
Theo lời kể của nhân dân địa phương, tên thác gắn với việc Nguyễn Ánh (Gia Long) chạy trốn nhà Tây Sơn đến đây. Tuy nhiên Có thuyết cho rằng tên thác là do Bảo Đại đặt khi ông đến đây du ngoạn. Vì nó gắn với giai đoạn lịch sử vua Bảo Đại xây dựng hàng loạt khu nghỉ dưỡng, biệt thự ở Tây Nguyên và đặt tên các địa điểm tham quan theo tên của các vị vua.

## Đặc điểm
Thác Gia Long là một thác nước đẹp trong hệ thống thác trên sông Srêpốk do cảnh quan ở đây rất hùng vĩ và hoang sơ.
Ở thác Gia Long có một đường hầm nhân tạo thông giữa các con đường xung quanh, có những mố cầu treo được người Pháp xây dựng từ những năm 30, những kè đá chắn lũ đẹp nhất Việt Nam cũng được xây cùng thời điểm. Hiện nay người ta đã nắn dòng thác về hướng khác vì lý do xây dựng thủy điện trên thượng nguồn nên hình ảnh dòng thác không còn đúng.

## Hình ảnh

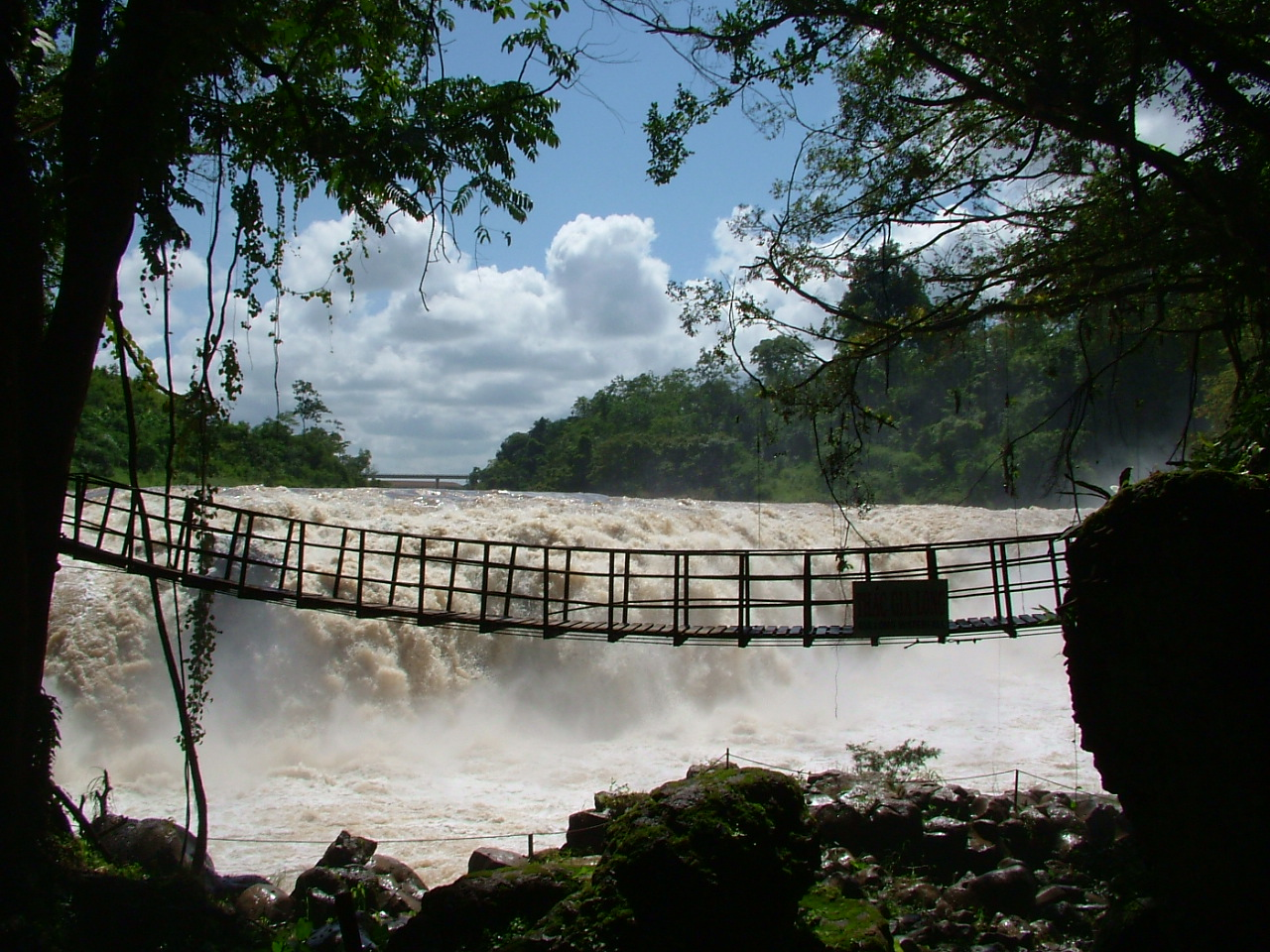
Thác Gia Long ở Đắk Lắk.
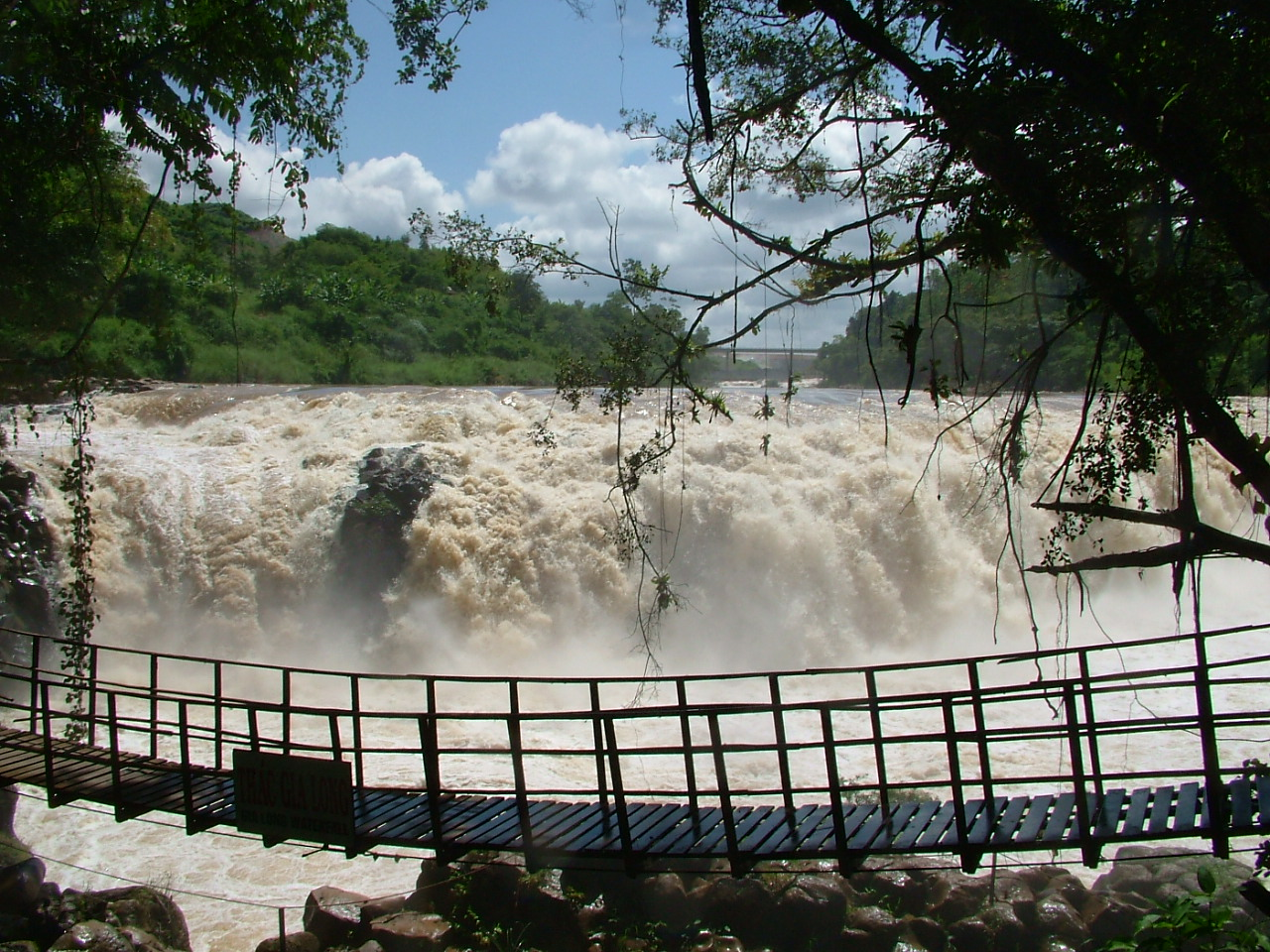
Cầu treo ở Thác Gia Long.
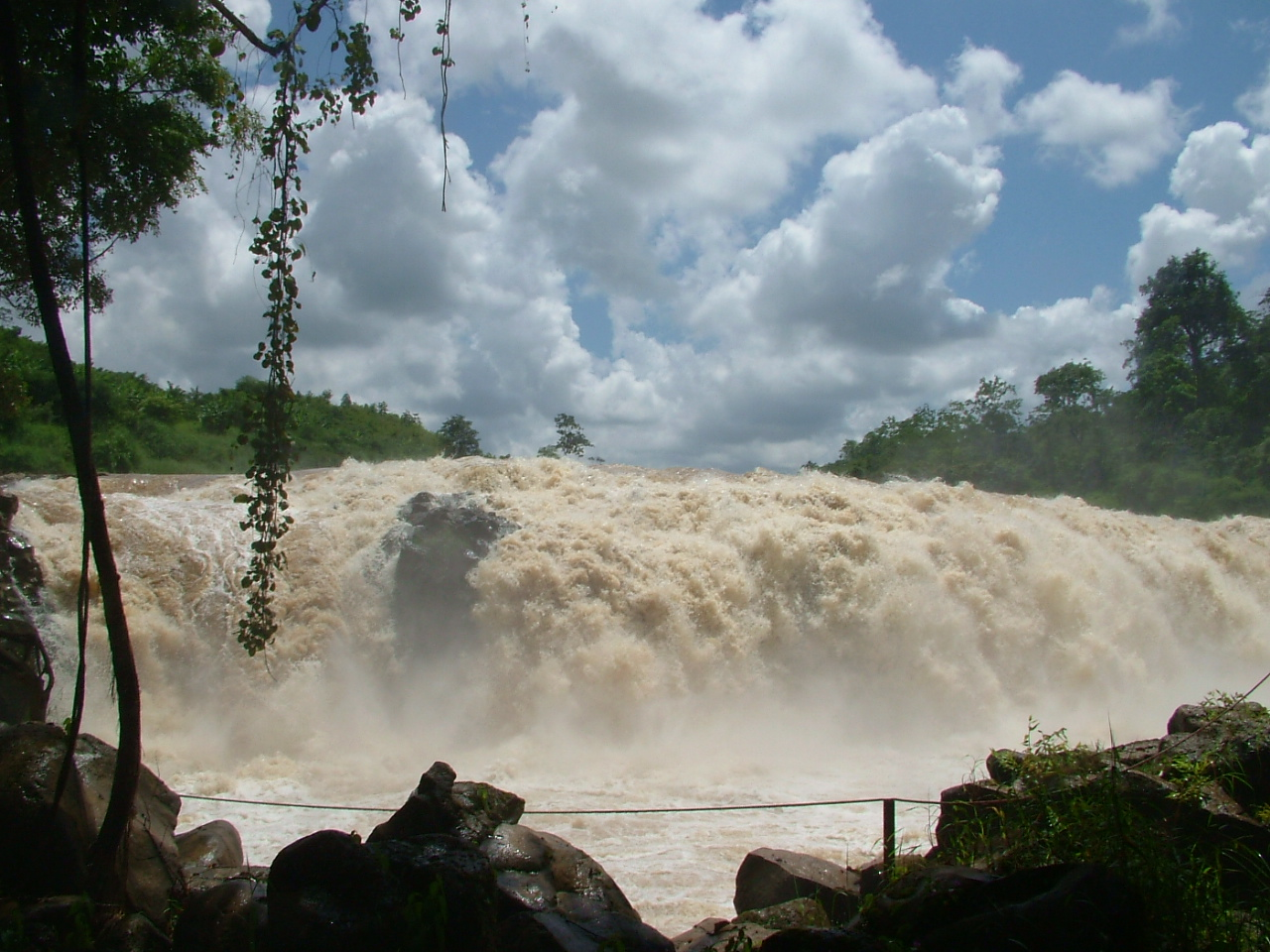
Thác Gia Long.
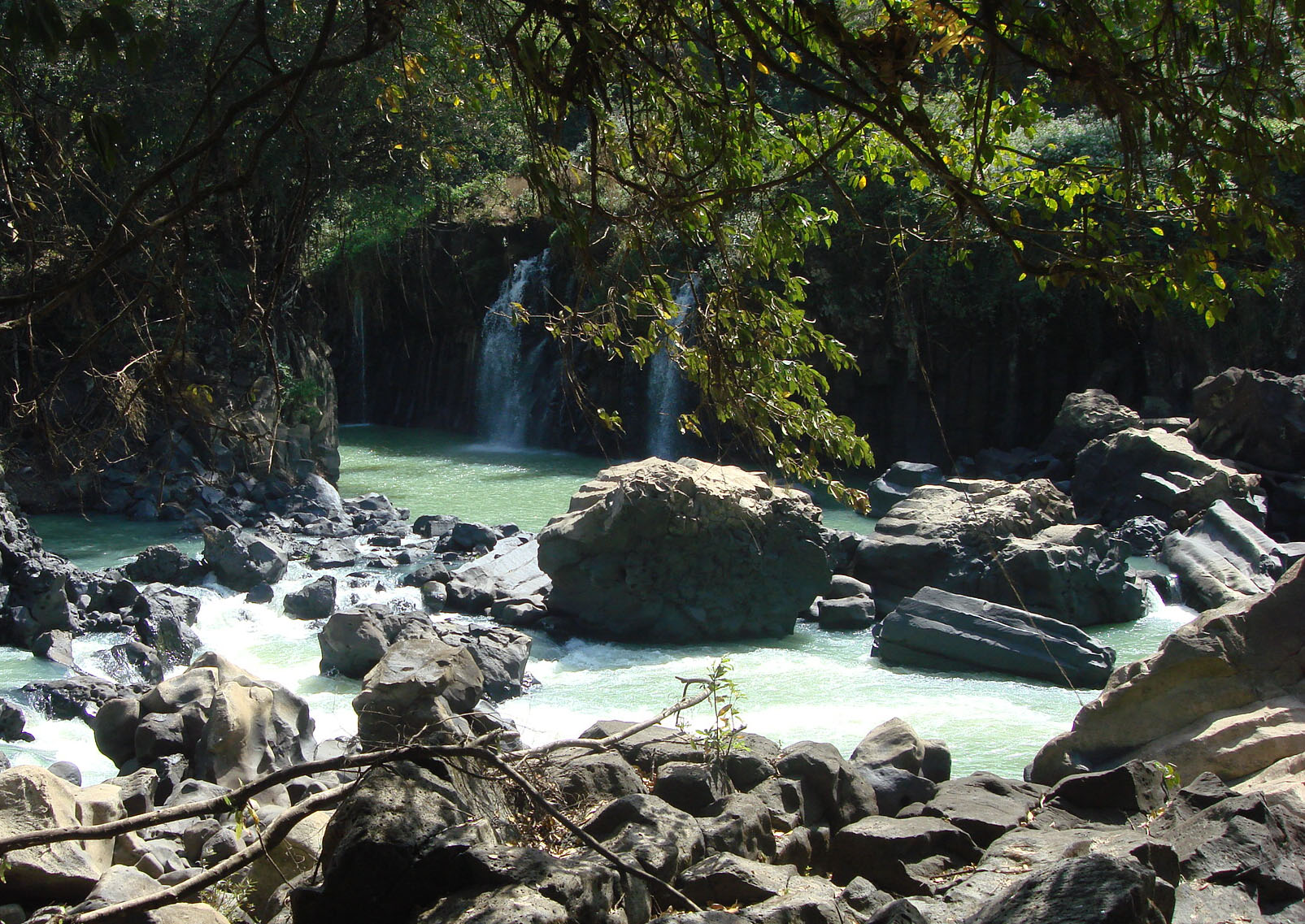
Một phong cảnh đẹp
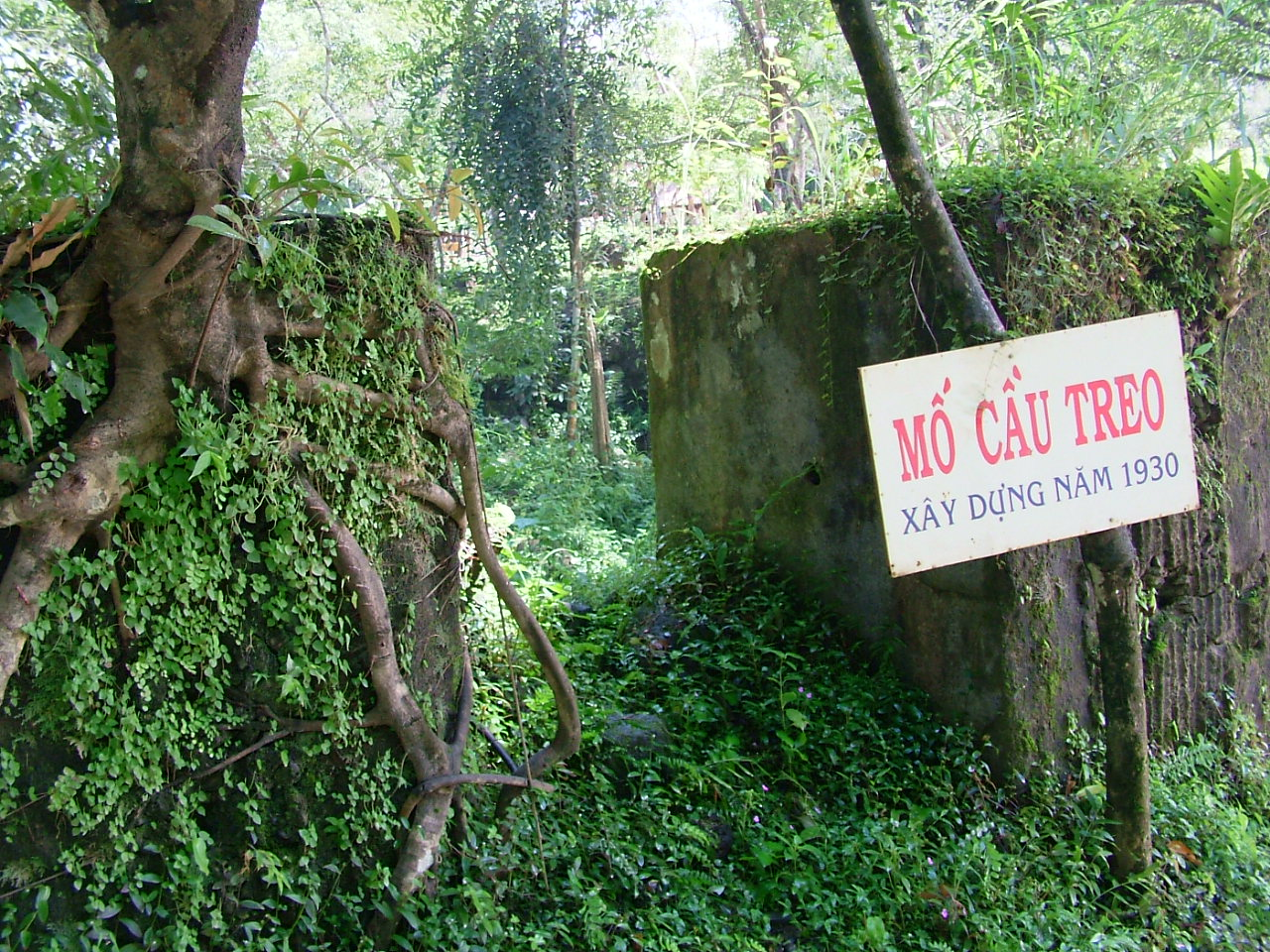
Di tích mố cầu treo ở Thác Gia Long ở Đắk Lắk